# Svetlana Makarovič
Svetlana Makarovič (Maribor, Eslovenia, 1 de enero de 1939) es una poeta, escritora, ilustradora y actriz eslovena. Destaca especialmente por su extensa bibliografía (más de 300 obras) y también por sus numerosos desacuerdos con las condiciones sociales.

## Biografía
Nació el 1 de enero de 1939 en Maribor. Terminó la Escuela de Educadores de Liubliana. En 1968 obtuvo el diploma de la Academia de teatro, radio, cine y televisión. Durante algunos años fue actriz en Mestno gledališče ljubljansko (Teatro de la Ciudad de Liubliana) y en "Drama". Además de poesía y prosa, se hizo valer con teatro de marionetas para niños y dramas para adultos. En 1970 se convirtió en literata independiente.
En sus inicios se presentó al público como poeta. Empezó a publicar sus primeros poemas en revistas y periódicos en 1957. Su primer poemario, Somrak, fue publicado en 1964. Las características principales son el pesimismo, el miedo y la sensación de angustia. El siguiente poemario, Kresna noč, publicado en 1968, expresa los apuros existenciales del hombre contemporáneo. Al principio de los años 70 su poesía se hizo más severa, destacando un ánimo trágico y sombrío. Alcanzó la cima literaria con la colección Srčevec (1973) y la antología Izštevanja (1977). Se despidió de la poesía con una antología de sus mejores poemas, Samost, poemario editado por la autora en 2002.
En los libros infantiles, publicados después de 1972, elabora un estilo original. En la mayoría de los casos escribe cuentos animales contemporáneos. Los protagonistas son animales con nombres especiales y caracteres humanos. El mundo maravilloso no es idealizado, ya que también existen personas malas.
Muchas de sus obras fueron representadas como espectáculos teatrales. Sus obras más conocidas, no solo en Eslovenia sino también en otros países de todo el mundo, son Sapramiška, Sovica Oka, Hiša tete Barbare, Pekarna Mišmaš, Coprnica Zofka, etc. También escribió mucho teatro de marionetas para niños e ilustró algunos de sus cuentos.
En 2008 fue publicada la edición ilustrada bilingüe de sus cuentos, con el título Svetlanine pravljice. Svetlana’s Fairytales.
Como artista crítica y comprometida socialmente, se expresa en público con su escritura, en particular con sus columnas periodísticas, también es autora de varios poemas y cuentos satíricos para adultos.
Ha recibido varios premios y se ha convertido en una de las más estimadas escritoras de literatura juvenil eslovena.

## Obra

### Poesía
- Somrak, 1964,
- Kresna noč, 1968,
- Volčje jagode, 1972,
- Srčevec, 1973,
- Pelin žena, 1974,
- Vojskin čas, 1974,
- Izštevanja, 1977,
- Sosed gora, 1980,
- Krizantema na klavirju, 1990,
- Tisti čas, 1993,
- Bo žrl, bo žrt, 1998,
- Samost, 2002,
- Mačnice, 2006

### Prosa
- Prekleti kadilci, 2001,
- S krempljem podčrtano, 2005,
- Saga o Hallgerd, 2010

### Literatura juvenil
- Maček Titi, 1980,
- Gal v galeriji, 1981,
- Dedek Mraz že gre, 1982,
- Čuk na palici, 1986,
- Črni muc, kaj delaš?, 1987,
- Kaj bi miška rada, 1987,
- Kaj lepega povej, 1993,
- Show strahov, 1995;
- Miška spi, 1972,
- Take živalske, 1973,
- Zajček gre na luno, 1973,
- Aladinova čudežna svetilka, 1974,
- Kosovirja na leteči žlici, 1974,
- Pekarna Mišmaš, 1974,
- Škrat Kuzma dobi nagrado, 1974,
- Kam pa kam, kosovirja?, 1975,
- Pisano okno, 1975,
- Skozi mesto, 1975,
- Vrček se razbije, 1975,
- Glavni petelinček, 1976,
- Lisjaček v Luninem gozdu, 1976,
- Sapramiška, 1976,
- Vrtirepov koledar, 1976/77,
- Živalska olimpiada, 1976,
- Potepuh in nočna lučka, 1977,
- Kosovirja na leteči žlici, 1978,
- Mačja predilnica, 1978,
- Teta Magda, 1978,
- Pravljice iz mačje preje, 1980,
- Kaj lahko mleko postane, 1987,
- Poprtnjački, 1987,
- Replja, 1988,
- Coprnica Zofka, 1989,
- Korenčkov palček, 1992,
- Mačja preja, 1992,
- Mali parkelj Malič, 1992,
- Pek Mišmaš v Kamni vasi, 1992,
- Kokokoška Emilija, 1993,
- Zajčkovo leto, 1993,
- Veveriček posebne sorte, 1994,
- Medena pravljica, 1995,
- Potepuh in nočna lučka, 1995,
- Tacamuca, 1995,
- Sovica Oka, 1997,
- Ščeper in Mba, 1997,
- Pod medvedovim dežnikom, 1998,
- Smetiščni muc in druge zgodbe, 1999,
- Tacamuca, 2000,
- Počitnice pri teti Magdi, 2001,
- Čuk na palici, 2001,
- Strahec v galeriji, 2003...